# 蘇忿生
蘇忿生（？—？），己姓，苏氏，有苏氏之後，周朝初年司寇，与妲己同族。忿生辅佐武王克殷，周武王封其於溫國（今日河南溫縣一帶），又任命为周天子的司寇，温国君主称温子，因国君為苏氏，又称苏子。